# 리쯔쥔
리쯔쥔(중국어: 李子君, 병음: Lǐ Zǐjūn, 한자음: 이자군, 1996년 12월 14일~)은 중화인민공화국의 여자 피겨 스케이팅 선수이다. 2010-2011년 시즌 ISU 주니어 그랑프리 파이널 여자 싱글 부문에서 동메달을 땄고, 2012년 동계 청소년 올림픽에서도 같은 부문에서 동메달을 획득하였다. 2012-2013년 시즌에 시니어 무대에 데뷔하여 7위에 올랐다. 이후 성장통과 부상을 겪었으나 부상에서 회복해 2014년 4대륙 피겨스케이팅 선수권 대회에서 동메달을 획득했다.